# 노화교통
완도군의 농어촌버스 회사.
주로 노화도를 중심으로 운행한다.